# Mei Finegold
Mei Finegold, også stavet Mei Feingold er en israelsk sangerinde, der repræsenterede Israel ved Eurovision Song Contest 2014 med nummeret "Same Heart".

## Biografi
Mei Finegold, hvis egentlige navn er Meital Slonimsky, er født den 16. december 1982. Hun har bl.a. deltaget i det israelske talentshow Kochav Nolad, samt sunget i musikgruppen Limousine Express. Den 11. januar 2014 annoncerede den israelske tv-station IBA, at hun var blevet udvalgt til at repræsentere Israel ved Eurovision Song Contest 2014 i København. Ved en tv-finale den 5. marts, Kdam 2014, sang hun tre sange, hvoraf nummeret "Same Heart" vandt. Mei Finegold repræsenterede efterfølgende Israel med dette nummer ved Eurovision 2014, hvor det dog ikke nåede videre fra den anden semifinale den 8. maj.